# Loich
Loich là một thị xã thuộc huyện St. Pölten-Land trong bang Niederösterreich.